# Guillaume Hoarau
Guillaume Hoarau (Saint-Louis, Reunión, 5 de marzo de 1984) es un futbolista francés que juega de delantero en el F. C. Muri-Gümligen de la 2. Liga Interregional.

## Carrera

### Porra
Hoarau comenzó su carrera futbolística en su isla natal, en el Océano Índico, con el joven y deportivo Saint-Pierroise. Aquí, el delantero llamó la atención por sus numerosos goles en competiciones regionales. A la edad de 19 años, se trasladó a su tierra natal y en enero de 2004 firmó un contrato con Le Havre AC, un club de segunda división que tiene una asociación con el Departamento de Ultramar con sede en Florent Sinama-Pongolle, también de La Reunión.

### Selección
Hoarau fue nombrado por primera vez por Raymond Domenech en marzo de 2009 para formar parte del equipo de la selección francesa de fútbol, pero no fue convocado. Después de que el nuevo seleccionador nacional, Laurent Blanc, renunciara a todos los jugadores de la selección francesa de la Copa del Mundo para el partido internacional contra Noruega del 11 de agosto de 2010 debido al fiasco de Knysna, Hoarau fue nominado de nuevo para la selección nacional. En la derrota por 2-1 fue titular y sustituido por Karim Benzema en el minuto 61. Jugó un total de cinco partidos internacionales hasta 2011. 

## Clubes
| Club                       | País    | Año       |
| -------------------------- | ------- | --------- |
| Le Havre A. C.             | Francia | 2004-2008 |
| F. C. Gueugnon             | Francia | 2006-2007 |
| Paris Saint-Germain F. C.  | Francia | 2008-2013 |
| Dalian Aerbin              | China   | 2013      |
| F. C. Girondins de Burdeos | Francia | 2014      |
| B. S. C. Young Boys        | Suiza   | 2014-2020 |
| F. C. Sion                 | Suiza   | 2020-2022 |
| J. S. Saint-Pierroise      | Reunión | 2022-2023 |
| F. C. Muri-Gümligen        | Suiza   | 2023-     |

## Palmarés

### Títulos nacionales
| Título             | Club                      | País    | Año  |
| ------------------ | ------------------------- | ------- | ---- |
| Ligue 2            | Le Havre A. C.            | Francia | 2008 |
| Copa de Francia    | Paris Saint-Germain F. C. | Francia | 2010 |
| Ligue 1            | Paris Saint-Germain F. C. | Francia | 2013 |
| Superliga de Suiza | B. S. C. Young Boys       | Suiza   | 2018 |
| Superliga de Suiza | B. S. C. Young Boys       | Suiza   | 2019 |
| Superliga de Suiza | B. S. C. Young Boys       | Suiza   | 2020 |
| Copa de Suiza      | B. S. C. Young Boys       | Suiza   | 2020 |

### Distinciones individuales
| Distinción                               | Año  |
| ---------------------------------------- | ---- |
| Máximo goleador de la Ligue 2 (28 goles) | 2008 |
| Mejor jugador de la Ligue 2              | 2008 |